# Pearl Alcock
Pearlina Pearl Alcock, geborene Pearlina Smith (* 1934 in Jamaika; † 7. Mai 2006 in Brixton, London Borough of Lambeth), war eine britische Künstlerin und Clubbesitzerin. Sie gilt als Vertreterin der Outsider Art und war Teil der karibisch-britischen Kulturszene im London der 1970er- und 1980er-Jahre.

## Leben
Pearl Alcock wurde 1934 als Pearlina Smith im ländlichen Hinterland von Jamaika geboren und verbrachte Kindheit und Jugend in Kingston, Jamaika. Im Alter von 25 Jahren trennte sie sich von ihrem Mann, einem Frankokanadier, verließ Jamaika und nahm 1958 als Teil der Windrush-Generation ein Schiff nach England. Bei ihrer Ankunft war sie nur im Besitz von 5 £. Ihre erste Anstellung fand sie als Dienstmädchen in Leeds. Danach arbeitete sie in einer Fabrik und konnte 1000 £ ansparen.
Um 1970 zog sie nach Brixton und eröffnete mit diesem Geld in der 106 Railton Road ein Geschäft für Damenbekleidung. Diese Gegend war bekannt für ihre Verbindungen zur Londoner LGBTQ-Community. Alcock war ein beliebtes Mitglied ihres Viertels. Selbst bisexuell, betrieb sie ab Mitte der 1970er Jahre im Untergeschoss ihres Ladens ein Shebeen – eine illegal bzw. informell betriebene Kneipe ohne Lizenz, die als sicherer Ort bei der lokalen schwarzen Schwulengemeinschaft beliebt war und zum Treffpunkt der schwarzen schwulen Community in London wurde. Die meisten ihrer Kunden waren schwarze schwule Männer aus der Karibik, von denen viele ihre Freunde waren. Zu dieser Zeit war ihr Shebeen die einzige Schwulenbar in Brixton, was bedeutete, dass sie Schwarze aus ganz London anzog, die sich in einem queeren Raum ohne den damals in der überwiegend weißen Schwulenszene üblichen Rassismus treffen wollten.
Nach der Wahl Margaret Thatchers 1979 begann die Polizei, gegen Shebeens vorzugehen. Um Razzien zu vermeiden, stellte Alcock den Alkoholausschank ein. Im Jahr 1981 war ihr Laden finanziell nicht mehr tragbar, da die Kunden nach dem ersten Brixton-Aufstand ausblieben. Sie schloss die Bar und eröffnete in derselben Straße, in einem Gebäude, das Verwandten von ihr gehörte, ein Café. Nach den erneuten Unruhen in Brixton 1985 wurde der Betrieb des Cafés eingestellt und Alcock verarmte und bezog Sozialhilfe.
Bekanntheit erlangte sie 2005, ein Jahr vor ihrem Tod, als sie in der Tate Britain in der Ausstellung „Outsider Art“ gezeigt wurde. Pearl Alcock starb am 7. Mai 2006 in London.

## Werk
Pearl Alcock fing im Alter von über 50 Jahren an, sich künstlerisch zu betätigen. Sie fertigte für eine Freundin eine Geburtstagskarte aus der Verpackung von Damenstrumpfhosen und unter Verwendung von Buntstiften. Dies löste einen lebenslangen Kreativitätsschub aus. Die Geburtstagskarte fand großen Anklang und sie fing an Lesezeichen aus Verpackungsbeilagen zu fertigen, die sie für ein Pfund pro Stück verkaufte. Ihre Freunde unterstützten sie bei ihrer Arbeit, indem sie ihr Materialien kauften oder ihre Werke erwarben. Nach einiger Zeit fertigte Alcock größere Stücke an. Ihre abstrakten Bilder wurden in Galerien gezeigt, ihre kommerziellen Werke, wie Postkarten, wurden unter Eisenbahnbögen verkauft. Ab den späten 1980er Jahren wurden Werke von Alcock in der 198 Gallery, dem Almeida Theatre und dem Bloomsbury Theatre ausgestellt. 2005 wurden ihre Arbeiten in der Tate Britain im Rahmen der Ausstellung „Outsider Art“ gezeigt. 2019 war sie Gegenstand einer einjährigen Retrospektive in der Whitworth Galerie in Manchester.
Sie produzierte über 300 Kunstwerke, in denen sie ihre Visionen und Stimmungen als abstrakte Knäuel aus Farbe und Textur festhielt. Alcock bezeichnet einige ihrer Werke als Stimmungsbilder, die wie Träume von innen heraus inspiriert seien. Diese Bilder sind in leuchtenden Farben gehalten und ähneln abstrakten expressionistischen Arbeiten. Neben diesen abstrakten Bildern mit sich wiederholenden Mustern malte sie Porträts, meist ohne Titel, Blumen und Vögel, wie gelbe Kanarienvögel mit aufgeblasenen Brüsten oder längliche blaue Vögel. Einige davon wurden von den Sammlern Monika Kinley und Victor Musgrave erworben, um sie in die Outsider-Kunstsammlung aufzunehmen, die inzwischen zur ständigen Sammlung der Whitworth Art Gallery gehört.

## Ausstellungen
- 2022: Coming Home. Einzelausstellung, Galerie 198, London
- 2019: Whitworth Art Gallery, Manchester[4]
- 2005: Outsider Art. Tate Britain, London
- 2001: October Gallery, London[8]
- 1989: Three Brixton Artists: Pearl Alcock, George Kelly, Michael Ross. 198 Gallery, London
- 1989: Mood Paintings. Einzelausstellung, Galerie 198, London
- Almeida Theatre
- Bloomsbury Theatre[1][3]